# Rejów (województwo lubuskie)
Rejów – wieś w Polsce położona w województwie lubuskim, w powiecie nowosolskim, w gminie Nowe Miasteczko.
W latach 1975–1998 miejscowość administracyjnie należała do województwa zielonogórskiego.

## Demografia
Liczba mieszkańców miejscowości w poszczególnych latach:
| Rok  | Ilość mieszkańców |
| ---- | ----------------- |
| 1998 | 209               |
| 2002 | 208               |
| 2009 | 210               |
| 2011 | 208               |
| 2021 | 212               |